# Buiten Boeverievest
De Buiten Boeverievest is een straat in Brugge, die deel uitmaakt van de tweede middeleeuwse omwallingsgracht.

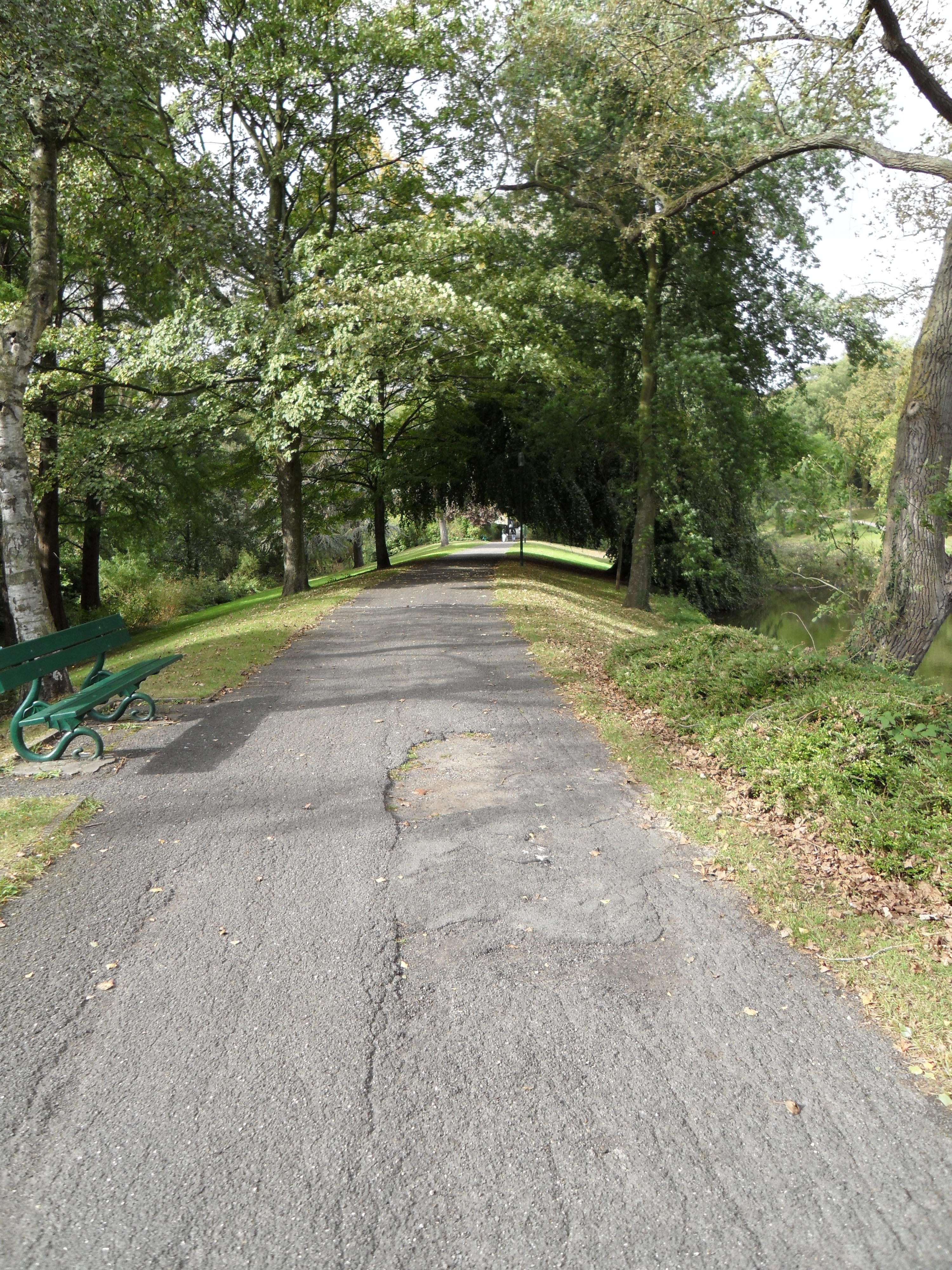
De Buiten Boeverievest

## Beschrijving
De meeste Brugse vesten die de naam 'Buiten' dragen, bevinden zich buiten die historische stad. De Buiten Boeverievest is in zekere mate een uitzondering, ook al ligt ze aan de periferie van de stad, buiten de gracht, in een zone die rondom de stad de paallanden genoemd werd, een soort bufferzone die onder het ancien régime tot de jurisdictie van de stad Brugge behoorde.
Er bestond binnen de vestingen een Boeverievest, die op het einde van de 19de eeuw de nieuwe naam Hendrik Consciencelaan kreeg. Vijftig meter verder lag, aan de overkant van de gracht, een wandelweg, die sinds de jaren 1850 afgesneden was van het er achter gelegen Sint-Michiels, door de spoorwegberm. De Buiten Boeverievest maakt aldus deel uit van de historische stad.
De Buiten Boeverievest loopt van de Boeveriepoort naar de Singel.